# Chabeřice
Chabeřice – gmina w Czechach, w powiecie Kutná Hora, w kraju środkowoczeskim.
1 stycznia 2017 gminę zamieszkiwało 240 osób, a ich średni wiek wynosił 43,4 roku.
W miejscowości jest przystanek kolejowy Chabeřice.